# Omelia funebre per Aldo Moro

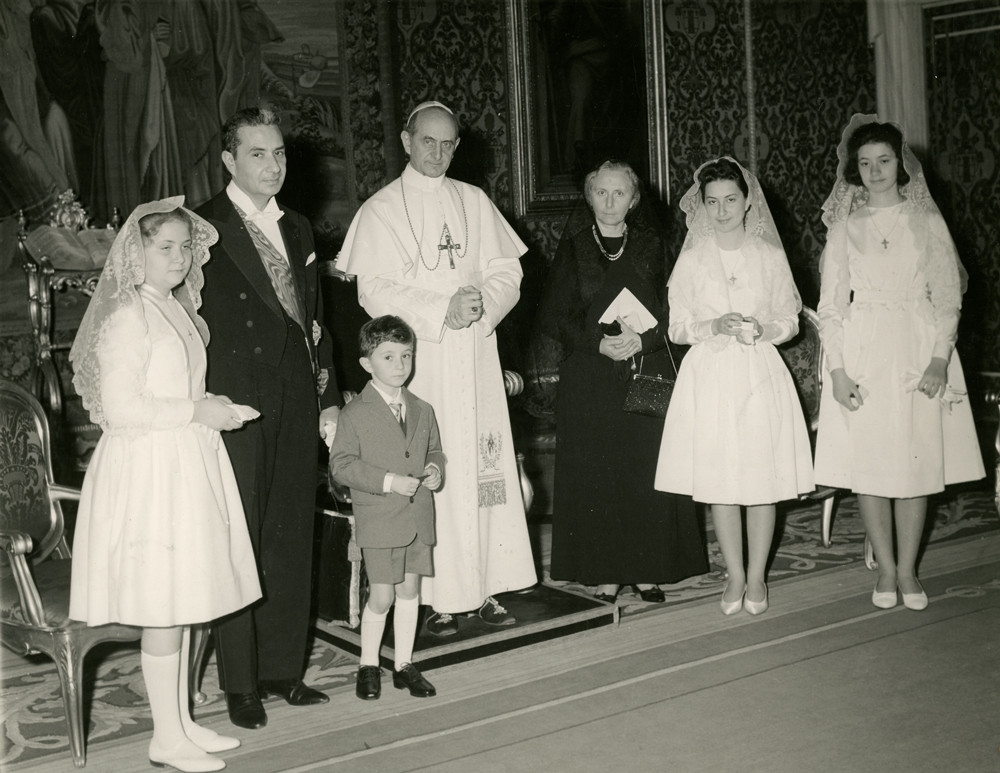
Aldo Moro con la famiglia in udienza da Paolo VI (1964)

L’omelia funebre per Aldo Moro fu pronunciata da papa Paolo VI il 13 maggio 1978 nella Basilica di San Giovanni in Laterano, a Roma, quattro giorni dopo il ritrovamento del corpo senza vita dell'uomo politico democristiano.

## Presupposti

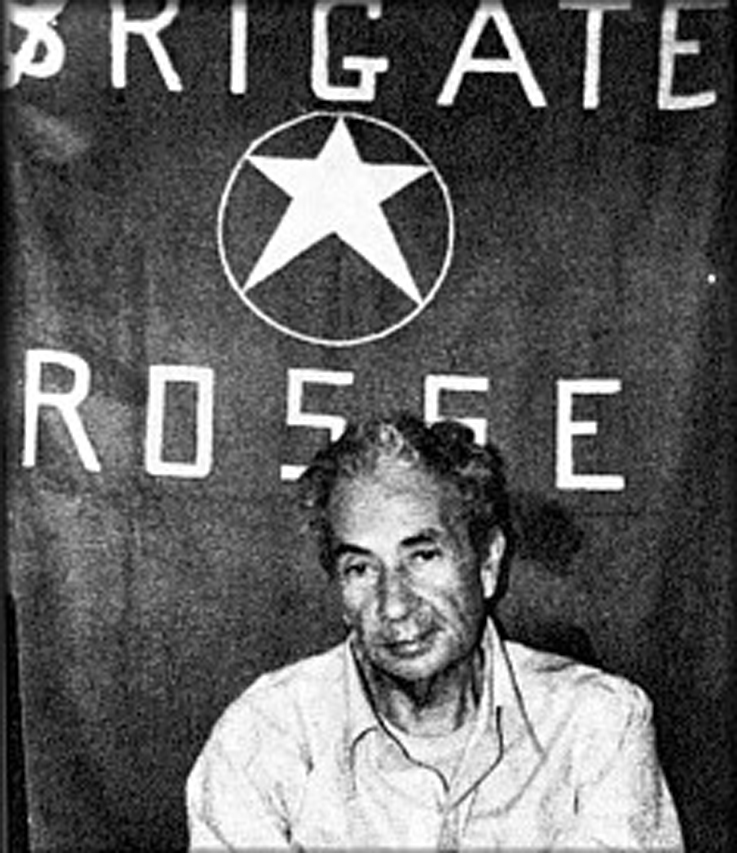
La celebre foto del presidente Moro sequestrato dalle Brigate Rosse

Il rapporto di amicizia fra monsignor Giovanni Battista Montini e il giovane Aldo Moro risale alla seconda metà degli anni trenta, quando lo statista pugliese era entrato a far parte della Federazione universitaria cattolica italiana di Bari, segnalandosi ben presto anche a livello nazionale. Nel luglio 1939, proprio su consiglio del futuro papa Paolo VI, Moro venne scelto come presidente dell'associazione.
Aldo Moro sarebbe diventato presidente del Consiglio dei ministri, alla guida di un governo di centro-sinistra, nel dicembre 1963, pochi mesi dopo l’elezione di Paolo VI al soglio pontificio. La linea di apertura verso i socialisti, propugnata in quegli anni da Moro, era ben vista da papa Montini, che, ai tempi in cui era stato arcivescovo di Milano, aveva cercato il dialogo e la conciliazione con tutte le forze sociali.
Il 16 marzo 1978 la Fiat 130, che trasportava Moro dalla sua abitazione nel quartiere Trionfale, in zona Monte Mario a Roma, alla Camera dei deputati, fu intercettata da un commando delle Brigate Rosse all'incrocio tra via Mario Fani e via Stresa. Gli uomini delle Brigate Rosse uccisero i cinque uomini della scorta (Domenico Ricci, Oreste Leonardi, Raffaele Iozzino, Giulio Rivera, Francesco Zizzi) e sequestrarono il presidente della Democrazia Cristiana.
Durante il sequestro, il 16 aprile 1978 Paolo VI implorò personalmente e pubblicamente, con una lettera diffusa su tutti i quotidiani nazionali il 21 aprile, la liberazione "senza condizioni" dello statista e caro amico Aldo Moro, rapito dagli "uomini delle Brigate Rosse" alcune settimane prima. Ma a nulla valsero le sue parole. 
Dopo una prigionia di 55 giorni il cadavere di Moro fu ritrovato il 9 maggio 1978, nel bagagliaio di una Renault color amaranto, parcheggiata in via Caetani 9 a Roma, una traversa di Via delle Botteghe Oscure, ove c'era la sede del Partito Comunista Italiano e a breve distanza da Piazza del Gesù   ove c'era la sede della Democrazia Cristiana.

## Passi principali del discorso

13 maggio 1978, commemorazione funebre per Aldo Moro. In prima fila, iniziando dalla seconda persona a sinistra: Pietro Ingrao, Giovanni Leone, Amintore Fanfani, Giulio Andreotti e Emilio Colombo, Arnaldo Forlani alle spalle di Fanfani

La salma di Moro fu portata dalla famiglia a Torrita Tiberina, dove il 10 maggio si svolse il rito funebre riservato ai soli familiari ed amici e la tumulazione nel locale cimitero, avendo la famiglia rifiutato la cerimonia pubblica e la presenza dei politici alle esequie del defunto. Questo rifiuto corrispondeva ad una precisa volontà di Moro espressa in una sua lettera recapitata a Zaccagnini prima della sua uccisione: "Per una evidente incompatibilità, chiedo che ai miei funerali non partecipino né Autorità dello Stato né uomini di partito. Chiedo di essere seguito dai pochi che mi hanno veramente voluto bene e sono degni, perciò, di accompagnarmi con la loro preghiera e con il loro amore".
Tuttavia, la classe politica volle svolgere l'esecuzione di una cerimonia pubblica per cui 13 maggio, nella basilica di San Giovanni in Laterano, alla presenza di tutte le autorità politiche, si celebrò un rito funebre in suffragio dell'onorevole, con un simulacro di bara, al quale prese parte anche il pontefice entrato in chiesa sulla portantina papale. Ci fu chi eccepì, soprattutto nella curia romana, che non rientrava nella tradizione che un papa partecipasse a una messa esequiale, soprattutto se di un uomo politico (si cita, a proposito, il caso di Alessandro VI, che non partecipò nemmeno ai funerali del figlio Giovanni), ma Paolo VI non mostrò interesse verso queste critiche; pronunciò l'omelia pur visibilmente provato dall'evento.
Questa omelia inizia con un profondo rammarico, ma prosegue affidandosi alla misericordia del Padre:
Al termine della preghiera, ascoltata in silenzioso raccoglimento, Paolo VI sottolinea ancora la sua paterna partecipazione al dolore di tutti con espressioni rivolte ai presenti in Basilica e a quanti altri seguono la celebrazione dalla piazza antistante o attraverso la radio e la televisione:
Alcuni spezzoni del filmato di questa cerimonia, tra cui l'ingresso di Paolo VI benedicente la folla di politici nella basilica, furono inseriti dal registra Marco Bellocchio nella parte finale del film Buongiorno, notte, che metaforicamente mostra, al termine del funerale, Moro libero che cammina in solitario per le strade di Roma.

## Reazioni
L'omelia funebre di Aldo Moro, pronunciata dal Papa, è tuttora ritenuta da alcuni una delle più alte nell'omiletica della Chiesa moderna.